# Singaraja
Singaraja ou Singaradja é uma cidade portuária da Indonésia, situada na costa norte da ilha do Bali. É a capital da regência (kabupaten) de Buleleng, tem 27,5 km² de área e em 2010 tinha 133 784 habitantes (densidade: 4 864,9 hab./km²), o que faz dela a segunda maior cidade da ilha, depois da Dempassar. O seu nome significa "Rei Leão" em sânscrito.
Foi a capital do Bali e das Pequenas Ilhas da Sonda durante o período colonial holandês, entre 1849 e 1953. Durante a Segunda Guerra Mundial, foi também o centro administrativo dos ocupantes japoneses. Antes do desenvolvimento turístico da área da península de Bukit, na costa sul, Singaraja era a cidade mais turística do Bali e era pelo seu porto que chegavam à ilha a maior parte dos turistas. 
Gedong Kirtya, situada imediatamente abaixo do centro da cidade, é a única biblioteca de manuscritos lontar (textos sagrados antigos) escritos em folhas de palmeira.